# Dejan Jakovic
Dejan Jakovic (Karlovac, Iugoslàvia, 16 de juliol de 1985) és un futbolista canadenc. Va disputar 18 partits amb la selecció del Canadà.

## Estadístiques
| Selecció del Canadà | Selecció del Canadà | Selecció del Canadà |
| Anys                | Partits             | Gols                |
| ------------------- | ------------------- | ------------------- |
| 2008                | 1                   | 0                   |
| 2009                | 5                   | 0                   |
| 2010                | 3                   | 0                   |
| 2011                | 2                   | 0                   |
| 2012                | 1                   | 0                   |
| 2013                | 5                   | 0                   |
| 2014                | 1                   | 0                   |
| Total               | 18                  | 0                   |